# Anastrophyllum bidens
Anastrophyllum bidens är en bladmossart som först beskrevs av Reinw., Blume et Nees, och fick sitt nu gällande namn av Franz Stephani. Anastrophyllum bidens ingår i släktet trappmossor, och familjen Anastrophyllaceae. Inga underarter finns listade i Catalogue of Life.